# Uncharted 3: L'Illusion de Drake
 (février 2022).
Motif : Section « Trame » disproportionnée et invérifiable ; rien sur le système de jeu... Tout est à refaire.
Uncharted 3: L'Illusion de Drake (en anglais : Uncharted 3: Drake's Deception) est le troisième opus de la série de jeux vidéo Uncharted. Il avait été confirmé le 9 décembre 2010, et est sorti le 2 novembre 2011. Le jeu est compatible 3D stéréoscopique.

## Trame

### Synopsis
Dans les années 90, Nathan Drake alors adolescent tente de dérober une bague et un astrolabe ayant appartenu à Sir Francis Drake dans un musée à Carthagène des Indes en Colombie. S'il parvient à récupérer la bague, l'astrolabe lui échappe, récupéré quant à lui par une femme du nom de Katherine Marlowe. Cette dernière tente de tuer Nathan pour récupérer la bague, mais celui-ci est sauvé par un escroc professionnel alliée de Marlowe, Victor Sullivan : ce dernier propose alors à Nathan une alliance en lui proposant de lui enseigner tout ce qu'il sait pour qu'il apprenne à faire face au danger, ce que Nathan accepte.
En 2011, Nathan et Sully ont rendez-vous dans un bar avec un dénommé Talbot pour vendre la bague contre une forte somme. Talbot tente de les doubler et le duo se défend tant bien que mal mais se font vite maîtriser par ses hommes, Talbot travaillant en fait pour Marlowe.
Charlie Cutter, ami et partenaire du duo, se faisant passer pour un des leurs, simule leur mort et les trois hommes sont rejoints par Chloé Frazer. Ils parviennent à pister leurs ennemis jusqu'à un sanctuaire secret se trouvant sous les anciens tunnels du métro anglais abandonné. Marlowe constate que la bague est un leurre, une copie de l'originale, et réalise que Nathan les a doublés. Après son départ, le groupe découvre que Marlowe appartient à un ordre britannique secret fondé il y a près de 300 ans et ayant pour objectif de mettre la main sur des reliques insoupçonnés afin de contrôler l'Angleterre.
Récupérant l'Astrolabe, le Quatuor découvre que la bague permet de le déverrouiller afin de le transformer en carte pour trouver la légendaire Cité d'Iram, aussi appelée l'Atlantide des Sables. Se séparant en deux groupes, Nathan et Sully se rendent en France pour trouver la moitié des coordonnés cachées par Francis Drake, tandis que Chloé et Charlie partent pour la Syrie afin de trouver l'autre moitié.
Nathan et Sully retrouvent les coordonnées dans le vieux château de Drake, mais Talbot les a traqués et parvient à leur voler une copie des notes. Le duo part alors en Syrie retrouver leurs alliés, mais Talbot et Marlowe les y attendent. Bien qu'ils récupèrent les coordonnées (de même que l'ennemi), Charlie finit blessé et ne peut pas continuer, de même que Chloé qui pense la suite trop risquée.
Sully et Nathan parviennent à s'introduire au Yémen grâce à Elena, de nouveau séparée de Nathan, mais alors qu'ils localisent la Cité d'Iram au sein du désert de Rub al-Khali, Nathan est capturé par Marlowe et Talbot qui le livrent à des pirates pour le faire taire. Il parvient néanmoins à se débarrasser des pirates et à s'enfuir au cours d'une terrible tempête et rejoint Elena qui lui apprend que Sully a été capturé et emmené dans le désert. Nathan et Elena commencent à se réconcilier et on apprend que leur mariage s'est fini à cause de la soif d'aventures de Nathan.
Nathan parvient à s'introduire dans un avion chargé de retrouver le groupe de Marlowe, mais provoque un incident qui entraîne le crash de l'appareil en plein désert. Perdu, Nathan est sauvé par une tribu de nomades du désert. Leur chef, nommé Salim, écoute l'histoire de Nathan avant de lui expliquer que sa tribu protège la cité d'Iram depuis des millénaires pour empêcher quiconque d'y entrer : selon la légende, le Roi Salomon a jadis invoqué les Djinns, des esprits maléfiques du désert, et les a emprisonnés dans une jarre de bronze avant de la jeter dans le bassin naturel de la Cité. Depuis, cette dernière est maudite et si jamais les Djinns sont délivrés, cela entraînera l'Apocalypse.
Nathan comprend alors que Francis Drake a enfouit ses travaux en la Cité d'Iram pour cette raison, il comprend aussi que la libération des Djinns est l'objectif de Marlowe.
Le lendemain, Nathan participe à l'assaut de la tribu sur le convoi de Marlowe et parvient à délivrer Sully. Ils arrivent dans l'Atlantide des Sables et découvrent qu'elle est toujours riche en eau potable. Après que Nathan en ait bu, Sully est abattu sous ses yeux par Talbot et, fou de rage, il poursuit ses assassins avant d’affronter des démons. Il est alors extrait de sa folie par Sully, bien vivant, et réalise que c'est l'eau, contaminée par les Djinns, qui a provoqué la ruine de la Cité.
Ensemble, ils parviennent à empêcher Marlowe de libérer les Djinns et provoquent une catastrophe entraînant la destruction de la Cité, tuant Marlowe et Talbot au passage. Plus tard, le trio repart du Yémen et Elena et Nathan décident de s'accorder une deuxième chance.

### Personnages
- Nathan Drake : (VO : Nolan North ; VF : Bruno Choël)
- Victor Sullivan : (VO : Richard McGonagle ; VF : José Luccioni)
- Elena Fisher : (VO : Emily Rose ; VF : Virginie Méry)
- Chloé Frazer : (VO: Claudia Black ; VF: Laura Blanc)
- Charlie Cutter : (VO : Graham McTavish ; VF : Gilles Morvan)
- Salim : (VO: TJ Ramini ; VF : Philippe Roullier)
- Talbot : (VO: Robin Atkin Downes)
- Katherine Marlowe : (VO: Rosalind Ayres ; VF: Véronique Augereau)
- Nathan Drake, jeune : (VO: Billy Unger ; VF: Olivier Martret)
- Ramses : (VO : Sayed Badreya)

## Développement
Le jeu est montré pour la première fois à travers une vidéo lors des VGA le 9 décembre 2010. Puis une seconde est distribuée, plus longue, regroupant des scènes du jeu avec mention de la date de sortie. Par la suite le jeu est montré par les deux co-présidents de Naughty Dog, Evan Wells et le français Christophe Balestra lors d'une émission télévisée ; ce dernier a ajouté que l'animateur était la première personne du grand public à tester le jeu.
Le support du PlayStation Move n'a pas été pris en compte. Comme l'eau pour Drake's Fortune et la neige pour Among Thieves, Drake's Deception a une spécificité dans le rendu : le sable et le feu.
Les développeurs affirment que si cela peut permettre une évolution intéressante dans l'histoire de la série Uncharted, ils n'hésiteraient pas à faire mourir l'un des personnages principaux.

## Multijoueur
Les développeurs assurent avoir visionné de nombreuses vidéos multijoueur d'Uncharted 2 afin d'améliorer celui-ci.
Un mode chacun pour soi fait son apparition, il est donc possible de jouer tout seul contre d'autres joueurs sur le PSN. Le multijoueur avec écran partagé est disponible, on peut donc jouer à deux personnes sur une même PlayStation 3 valide.
La bêta du mode multijoueur du jeu était téléchargeable sur le PlayStation Store le 5 juillet 2011 pour tous. Deux cartes étaient disponibles : l'aéroport et le château français. Il était possible d'effectuer des parties de match à mort en équipe, chacun pour soi, des captures de trésor, des parties où l'on mise son expérience (le gagnant empoche, le perdant en perd) et des matchs à objectifs.

## Présentation
Le jeu est pour la première fois jouable par des journalistes spécialisés au cours de l'E3 2011. Ils soulignent les efforts fait sur la modélisation améliorée des personnages, les mouvements rendant les héros plus humains et la démesure qui rapproche ce qui est apprécié dans les deux opus précédents.

## Accueil
Les qualités et l’orientation graphique du troisième volet sont saluées par la critique. Selon Gameblog, ce nouveau Uncharted, « visuellement sublimissime », démontre les limites de la septième génération de consoles de jeux vidéo.
L'Illusion de Drake est bien la « super-production » en puissance pour Jeuxvideo.fr.
Le jeu reçoit dans l'ensemble d'excellentes critiques et recueille 93/100 sur Metacritic.

## Réédition
Le jeu est réédité en octobre 2015 sur PlayStation 4 dans une compilation des trois premiers épisodes de la série dans Uncharted: The Nathan Drake Collection,.